# Ontharen
Ontharen is het verwijderen van lichaamsbeharing die als ongewenst ervaren wordt, op een verdergaande manier dan scheren. Het kan door epileren, harsen, toepassing van ontharingscrème, en met laser.

## Vrouwen
Met name bij vrouwen wordt lichaamshaar gezien als overbodig en ongewenst, omdat het onvrouwelijk zou zijn. Veel feministen uit de tweede feministische golf haalden hun lichaamshaar niet weg, maar kregen daar veel commentaar op. Aan het begin van de eenentwintigste eeuw gaan veel advertenties in tijdschriften voor vrouwen over haar en de technieken om haar te verwijderen. In reclame, in films en op televisie worden vrijwel geen vrouwen getoond met lichaamshaar, zoals haar op de benen of okselhaar.

## Ontharen met laser
Met laserlicht dat vooral door pigment wordt geabsorbeerd, worden de haarwortelcellen opgewarmd en selectief vernietigd. Door koeling van de huid worden de overige huidcellen daarbij ontzien.

## Fotogalerij

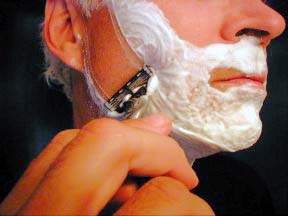
Scheren van baard
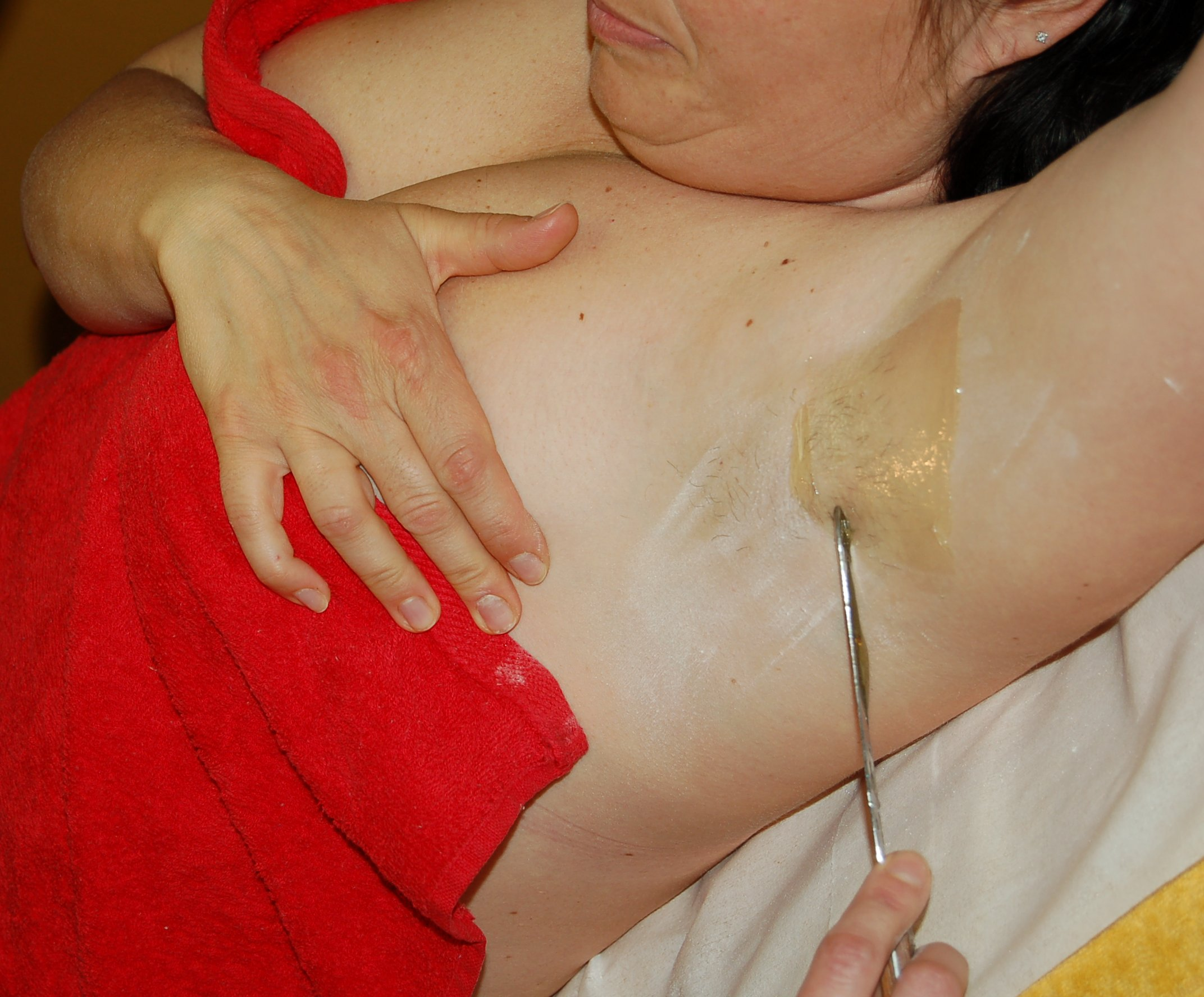
Het aanbrengen van wax op een oksel.
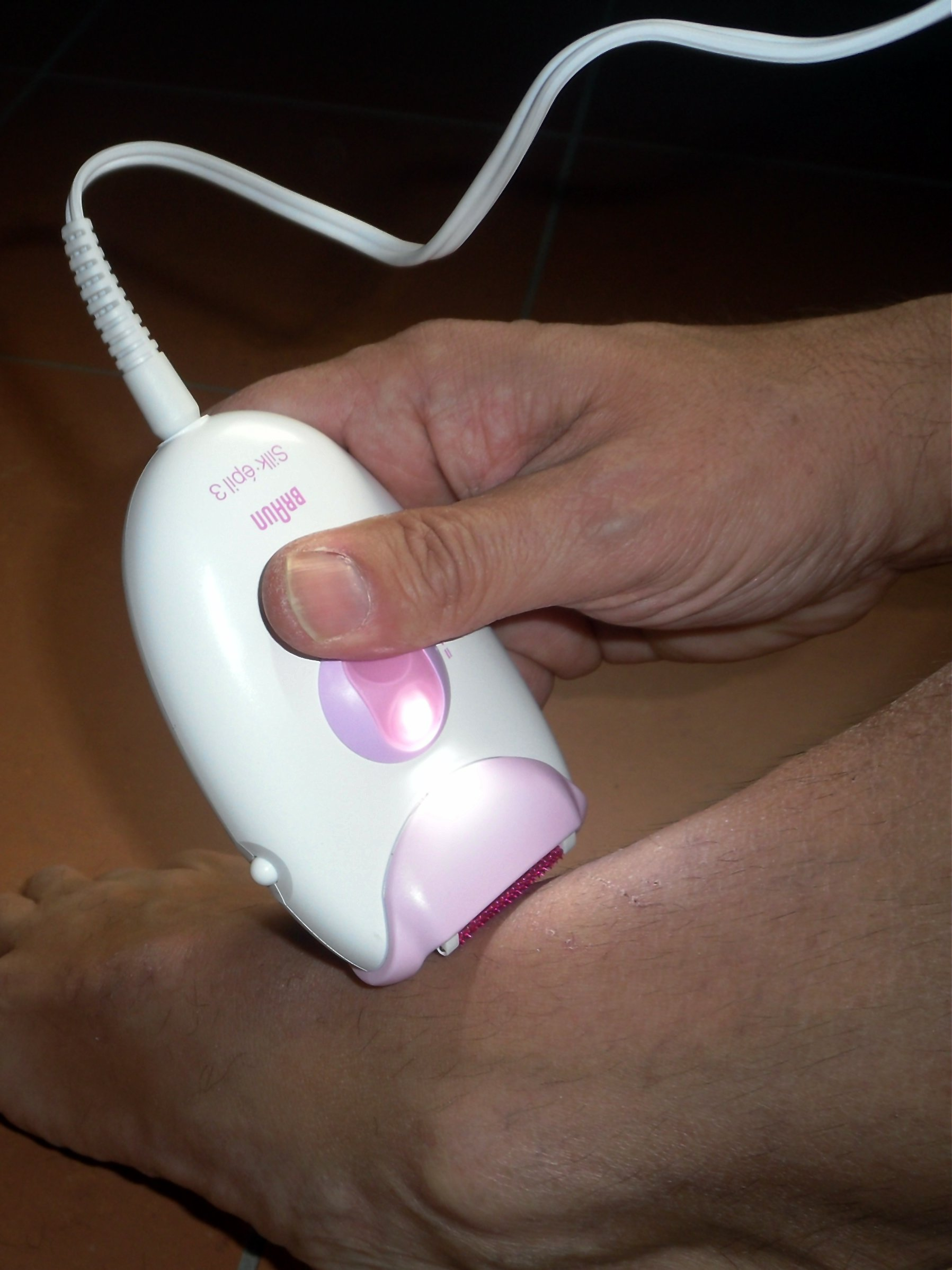
Epileerapparaat
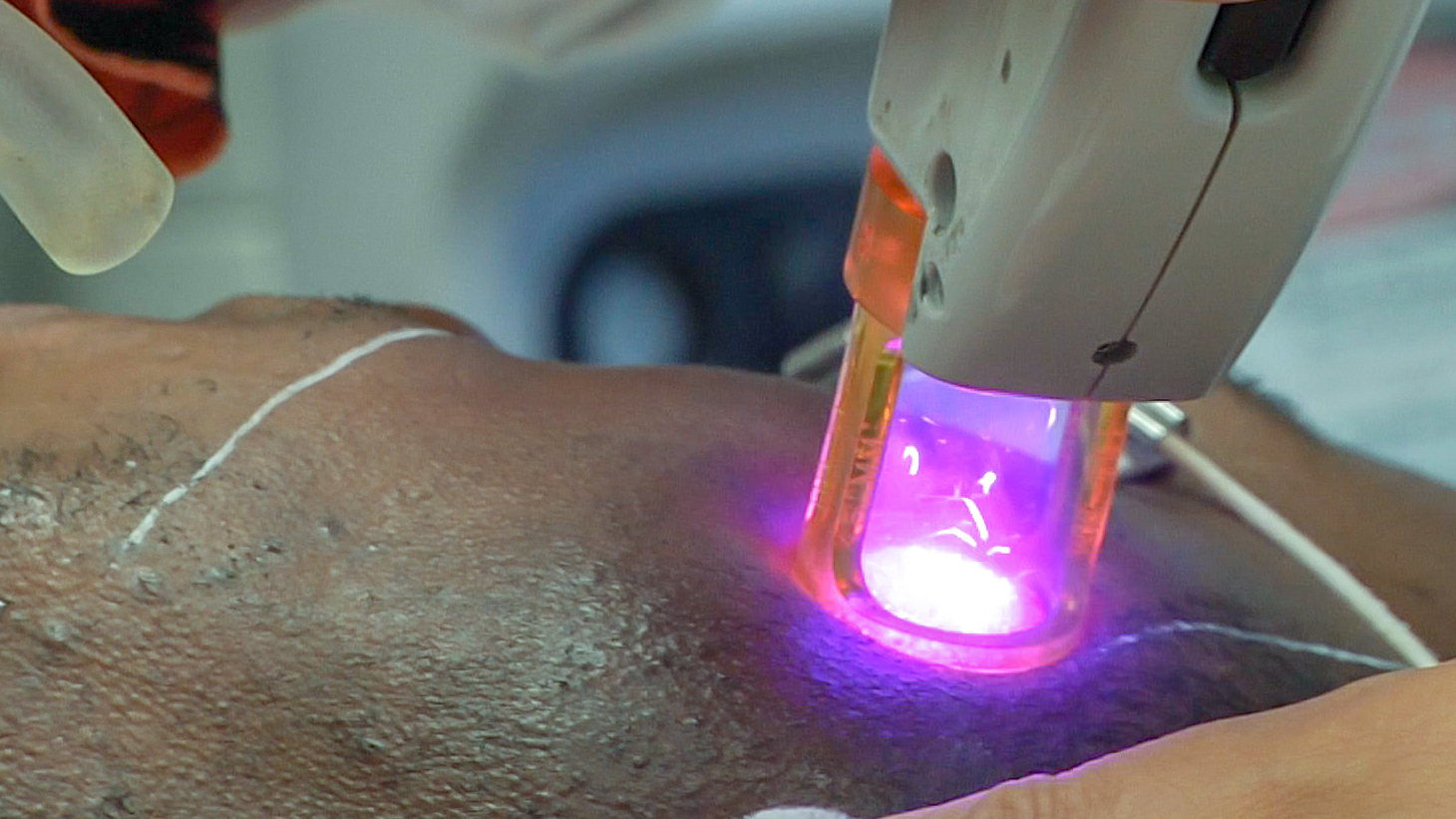
Laser-ontharen